# Bugaj (Kielce)
Pour les articles homonymes, voir Bugaj.
Bugaj est une localité polonaise de la gmina de Strawczyn, située dans le powiat de Kielce en voïvodie de Sainte-Croix.